# Engelern
Engelern ist ein Ortsteil der Gemeinde Merzen und bildete bis 1972 eine eigenständige Gemeinde.

## Geschichte
Am 1. Juli 1972 wurde Engelern in die Gemeinde Merzen eingemeindet. Bis zur Eingemeindung gehörte Engelern dem Landkreis Bersenbrück an, welcher zum selben Zeitpunkt aufgelöst wurde.

### Gut Schlichthorst
Das Gut Schlichthorst geht auf den Fürstenauer Drosten Eberhard Möring zurück, dieser kaufte 1528 das Erbe Tebbe tor Slichthorst und erweiterte es zu einem Gut. Über die Jahrhunderte wurde es mehrmals verkauft und gelangte 1905 an Clemens Freiherr von Schorlemer. Seit 1973 wird das Gut von der Arbeiterwohlfahrt zur Betreuung psychisch kranker Menschen genutzt.

### St. Clemens Schlichthorst

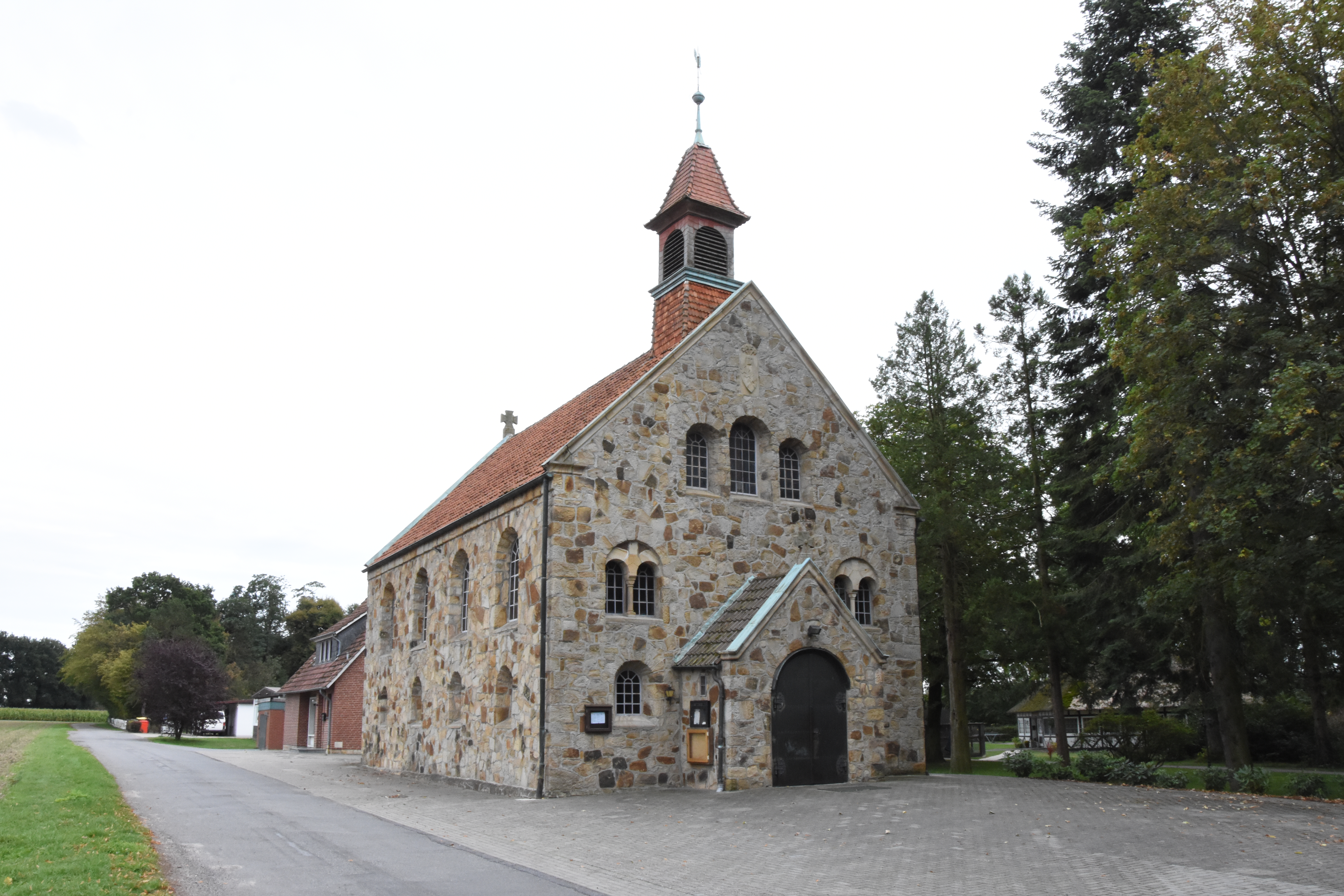
Kapelle St. Clemens

Die Gutskapelle St. Clemens Schlichthorst wurde 1906 von der Familie von Schorlemer und den Katholiken der Gemeinden Engelern und Döllinghausen errichtet.

### Einwohnerzahl
| Jahr             | Einwohner |
| ---------------- | --------- |
| 1. Dezember 1910 | 313       |

## Ehemalige Bürgermeister
- 1968–1972 Reinhard von Schorlemer (CDU)